# Megalurulus
Megalurulus és un gènere d'ocells en desús de la família dels locustèl·lids (Locustellidae), anteriorment conegut com a megalúrids (Megaluridae).
Un estudi filogenètic molecular exhaustiu de la família dels locustèl·lids publicat el 2018 va trobar que diversos gèneres no eren monofilètics. En la reorganització resultant, els gèneres Megalurulus i Buettikoferella es van convertir en sinònims menors del gènere ressuscitat Cincloramphus.

## Taxonomia
Segons l'anterior Classificació del Congrés Ornitològic Internacional (versió 2.6, 2010) aquest gènere contenia 6 espècies:
- Megalurulus grosvenori.
- Megalurulus llaneae.
- Megalurulus mariae.
- Megalurulus rubiginosus.
- Megalurulus rufus.
- Megalurulus whitneyi.

Tanmateix, altres obres com el Handook of the Birds of the World i la quarta versió de la BirdLife International Checklist of the birds of the world (Desembre 2019), encara consideraven la vigència de Megalurulus i la inclusió de les esmentades espècies.